# Comer Bridge
Comer Bridge je bývalý silniční most v okrese Jackson County ve státě Alabama v USA. Jedná se o příhradový ocelový most, který překonává řeku Tennessee River.  Dlouhý je 653 m. 
Most byl vybudován v letech 1929 až 1931 a pojmenován po guvernérovi Alabamy, B. B. Comerovi. V roce 2007 byl vyhodnocen jako nebezpečný a roku 2016 uzavřen pro silniční dopravu. 